# Municipio de Hudson (condado de Bates)
El municipio de Hudson (en inglés: Hudson Township) es un municipio ubicado en el condado de Bates en el estado estadounidense de Misuri. En el año 2010 tenía una población de 252 habitantes y una densidad poblacional de 2,12 personas por km².

## Geografía
El municipio de Hudson se encuentra ubicado en las coordenadas 38°9′49″N 94°6′48″O / 38.16361, -94.11333. Según la Oficina del Censo de los Estados Unidos, el municipio tiene una superficie total de 119.01 km², de la cual 117,63 km² corresponden a tierra firme y (1,16 %) 1,38 km² es agua.

## Demografía
Según el censo de 2010, había 252 personas residiendo en el municipio de Hudson. La densidad de población era de 2,12 hab./km². De los 252 habitantes, el municipio de Hudson estaba compuesto por el 97,22 % blancos, el 2,38 % eran amerindios y el 0,4 % eran de una mezcla de razas. Del total de la población el 0 % eran hispanos o latinos de cualquier raza.